# Bursa (università)

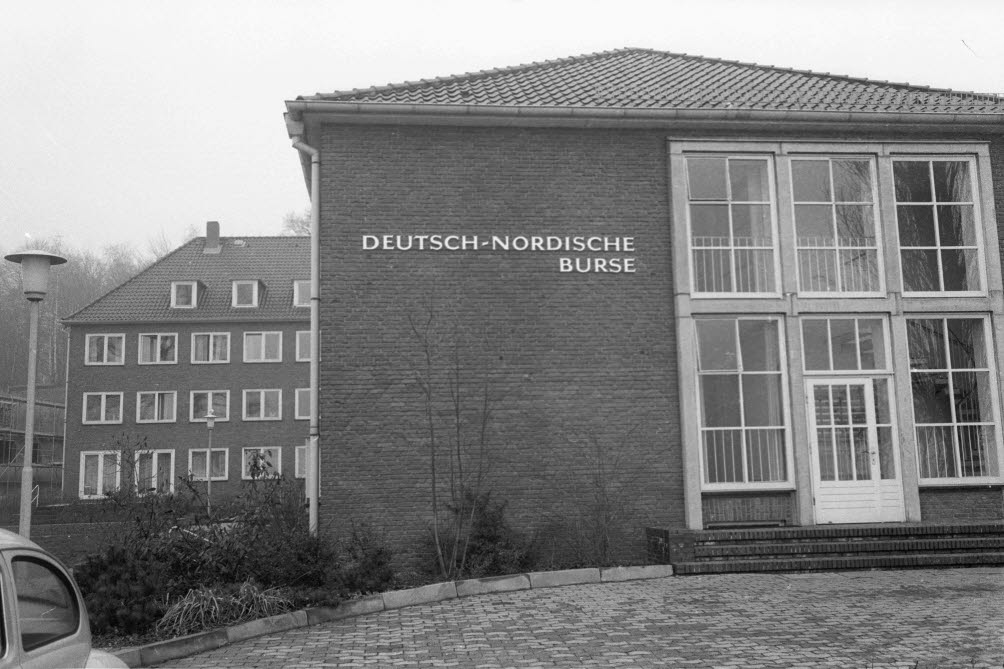
Il dormitorio Deutsch-Nordische Burse a Kiel.

Nelle università medievali, una bursa (dal latino: lett. "borsa", poi "fondo comune") indica una comunità di studenti che vive di una cassa comune e che condivide la medesima dimora. Di solito si riferisce a una comunità di studenti strettamente e rigidamente regolamentata, come quelle che esistevano nelle città universitarie dall'Alto Medioevo fino al XVII secolo. Le bursae possono essere considerate i precursori delle residenze studentesche e, in misura limitata, delle confraternite studentesche.

## Generalità
La bursa era una casa composta da un salone riscaldato, una sala da pranzo e un'aula, attorno alla quale si trovavano le camere da letto dei borsisti. Era gestita da un magister, noto anche come Magister regens o prior. Allo stesso tempo, egli insegnava anche il latino elementare, la matematica e altre materie, se necessario. Di solito, veniva pagata una quota settimanale per il vitto e l'alloggio. Esistevano regole severe; ad esempio, era vietato parlare tedesco nelle terre tedesche.
Le bursae avevano le proprie biblioteche. Si poteva essere accettati nella bursa anche se si era in possesso di una laurea. Una bursa comprendeva di solito non più di venti persone. La vita nella bursa era modellata su quella dei collegi parigini, aveva un carattere monastico e spesso ci si lamentava del cibo scadente. Tuttavia, anche gli studenti che provenivano da ambienti poveri trovavano qui delle opportunità (in francese, bourse significa "la borsa di studio").
In alcune bursae si sviluppava una vita comunitaria segreta all'interno di piccoli gruppi con feste dove si faceva uso di alcool ed eventi simili, sebbene ciò fosse proibito dai maestri. I singoli studenti erano obbligati a frequentare la bursa e a loro volta le bursae erano soggette all'obbligo di frequenza delle lezioni universitarie.
Nel mondo tedesco, il termine Burse è tornato a essere usato più frequentemente per descrivere le residenze studentesche.

## Storia
Il Collège de Sorbonne, fondato da Robert de Sorbon nel 1257 per gli studenti poveri di teologia, è considerato la pietra miliare delle bursae medievali, che poi dal XIV al XVII secolo si diffusero in tutta Europa.
La vita comune nelle bursae era la norma nel XIV e XV secolo, ma poi subì un declino durante la Riforma e l'Umanesimo. Sebbene questi movimenti abbiano portato a un forte afflusso di studenti nelle università e alla fondazione di numerosi atenei numerose, i professori vi insegnavano solo determinate discipline del sapere, dando agli studenti il diritto alla libertà di movimento, cosicché nel 1600 non esisteva quasi più alcuna bursa. Anche i legami dell'università con la Chiesa diminuirono, tanto che l'idea della bursa finì per scomparire del tutto.
Dopo la fine della Seconda Guerra Mondiale, furono realizzati alcuni dormitori per studenti e docenti, sul modello delle antiche bursae. Un esempio noto è l'Akademische Burse (Goßlerstraße 13) dell'Università di Gottinga, costruita tra il 1946 e il 1953 secondo le idee di Erich Boehringer e i progetti dell'architetto Diez Brandi, anch'esso sul modello dei college e delle sale per studenti inglesi.

## Adesione
L'aspirante studente doveva essere accettato sia dal rettore che dal decano di una facoltà e infine dalla bursa, fatto che illustra la natura cooperativa di tutte queste istituzioni. L'ammissione alla bursa avveniva attraverso l'usanza della deposizione (depositio beani), rituale purificatorio di iniziazione delle matricole già sviluppato all'Università di Parigi. La parola beanus deriva dal francese bec jaune ("becco giallo") e significava un sinonimo di mulus ("non ancora iscritto"). Depositio beani significava quindi "togliere lo status di mulus" ed era caratterizzato dalla tortura fisica e psicologica della persona ammessa. Durante questo periodo di ammissione, gli studenti potevano essere maltrattati, dovevano pagare una tassa d'ingresso alla bursa o sopportare per un po' di tempo gli studenti di qualche semestre più vecchi. Per un certo periodo, dovevano anche svolgere mansioni umili per gli studenti di grado superiore.